# CD40

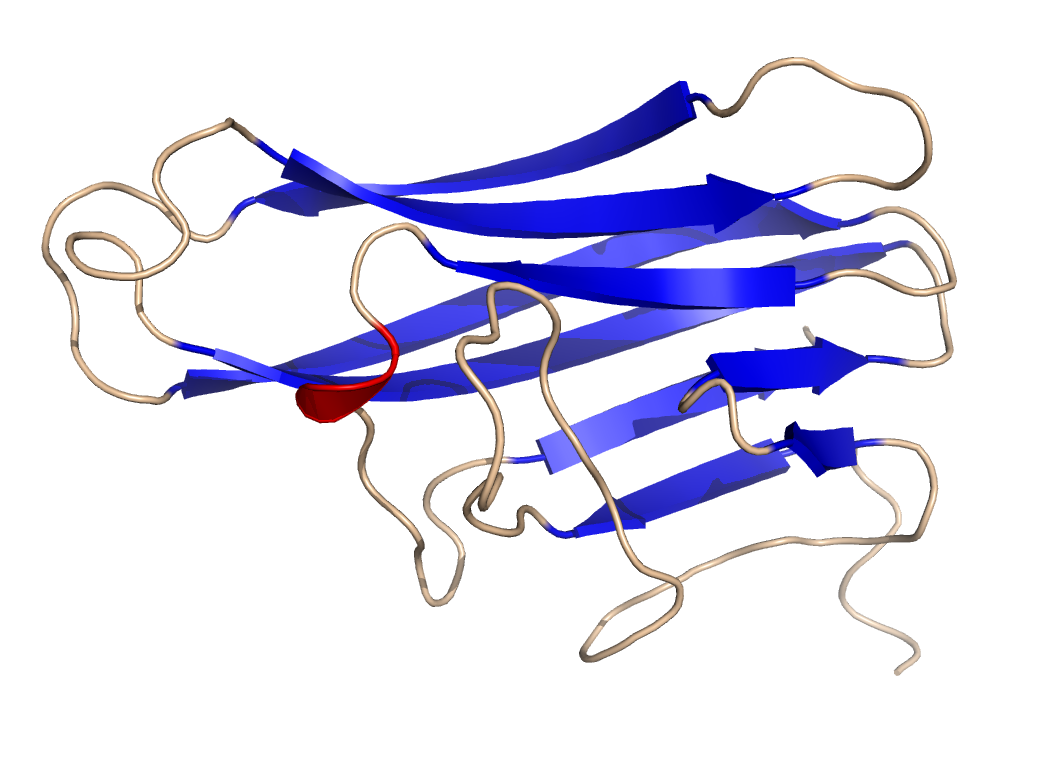
Krystalická struktura lidského proteinu CD40

CD40 (Cluster of Differntiation 40, Diferenciační skupina 40) je receptor nacházející se na antigen prezentujících buňkách imunitního systému. Je to protein ze superrodiny TNF receptorů. Jeho funkce spočívá v kostimulaci antigen prezentujících buněk a jeho aktivací se spouští řada dějů. Tento receptor se aktivuje navázáním ligandu známého jako CD40L (CD145), nacházejícího se především na pomocných T lymfocytech typu CD4+, ale i jiných bílých krvinkách a tkáňových buňkách.

## Struktura
Lidský CD40 je složen z 277 aminokyselin. Obsahuje 1 alfa helix a 19 beta-skládaných listů. Jeho molekulární hmotnost se pohybuje kolem 30,6 kDa.
Vyskytuje se na povrchu cytoplazmatické membrány. Navázání ligandu způsobuje jeho oligomerizaci v obvykle homotrimerní komplex spojený disulfidickými můstky, na které v intracelulárním prostoru následně rekrutuje TRAF adaptorové proteiny. CD40 Obsahuje N-terminální extracelulární doménu zodpovědnou za vazbu k ligandům, 1 transmembránovou doménu a C-terminální intracelulární doménu, která interaguje s TRAF. Sekvence obsahuje části homologní k ostatním členům TNF-receptorové superrodiny, a plní podobné funkce v signální transdukci.

## Lokalizace
CD40 je exprimován na povrch buňěk. Jeho exprese není příliš tkáňově specifická, ale liší se v míře. V nejvyšším množství se nachází na B-lymfocytech, NK-buňkách, dendritických buňkách, monocytech a makrofázích. Mimo bílé krvinky jej nalezneme v buňkách mízních uzlin, brzlíku, slezině aj. a mimo imunitní systém jej nalezneme také v nadledvinách, plicích, placentě a v některých neuronech atd.

## Funkce
Samotný CD40 protein nemá enzymatickou aktivitu, tedy nedokáže sám transdukovat signál o navázání ligandu. Tento signál je sprostředkován adaptorovými proteiny TRAF, které dále regulují transkripci. Přímo s CD40 interagují TRAF1, TRAF2, TRAF3 a TRAF6, zatímto TRAF5 interaguje prostřednictvím hetero-oligomeru s TRAF3. TRAF6 je mezi ostatními nejsilnějším aktivátorem NF-κB, což je transkripční faktor regulující prozánělivou odpověď, a také p53 MAP kinázy, která se účastní kontroly buněčné proliferace.
Aktivace CD40 způsobuje dále fosforylaci 85 kDa podjednotky PI3 kinázy, která se podílí na signální dráze stimulující buněčnou proliferaci a růst.

## B-lymfocyty
B-lymfocyty prezentují antigeny pomocným T lymfocytům, které nesou molekulu CD40L. Při rozpoznání daného antigenu T-buňkou dojde k navázání CD40L na CD40 receptor na B-lymfocytu a tím se aktivuje. Samotná aktivace CD40 stimuluje B-buňku k proliferaci a vzniku germinálního centra. V kombinaci se specifickými cytokiny navíc stimuluje B-buňku k produkci určitého izotypu protilátek díky umožnění procesu změny typu protilátek, např. IL-4 stimuluje B-buňky k produkci IgE. Pokračující stimulace B-buněk v germinálních centrech indukuje vznik paměťových B-buněk.

## Monocyty a makrofágy
Aktivace CD40 monocytu nebo makrofága vede k produkci prozánětlivých cytokinů, jako jsou IL-1, IL-6, IL-1β, IL-12, TNF-α, a také chemokinů, IL-8, CCL2, CCL3, CCL4 a CCL5. Mimoto se v důsledku zvedá exprese proteinů HLA II. typu a kostimulačních proteinů CD80, CD86 a samotného CD40. Také dochází k prozánětlivým reakcím, jako je produkce matrix metaloproteináz a oxidu dusnatého. Tímto způsobem se fenotyp monocytů a makrofágů mění v prozánětlivý a podporující antigenní prezentaci.

## Jiné buněčné typy
Epiteliální buňky brzlíku po aktivaci CD40 v kombinaci s IL-1 produkují GM-CSF, což je cytokin stimulující multipotentních progenitorové buňky v kostní dřeni k produkci granulocytů a monocytů.

## CD40 gen
Protein CD40 je kódován stejnojmenným genem CD40 (také znám jako TNFRSF5 - TNF receptor superfamily 5), jehož lokus se nachází na dlouhém rameni 20. chromozomu.
Mutace tohoto genu způsobují imunodeficientní Hyper-Igm syndrom typu 3 způsobující zvýšenou citlivost vůči oportunním i patogenním mikroorganismům, např. Pneumocystis jirovecii. Bez aktivace CD40 není B-buňka schopna změnit izotyp protilátek, které produkuje, a může tak produkovat pouze izotyp IgM. Dědičnost tohoto syndromu je autozomálně recesivní.
Alternativním sestřihem vznikají 3 varianty CD40, z nichž u jedné, CD40 2. typu, chybí transmembránová doména a je sekretována.